# Mensenjacht (Flip Flink)
Mensenjacht is het elfde stripverhaal uit de reeks Flip Flink. Het is geschreven door Jean-Michel Charlier en getekend door Eddy Paape.

## Publicatiegeschiedenis
Het verhaal verscheen in Robbedoes en Spirou van 29 oktober 1964 t/m 25 maart 1965 in nr. 1385 t/m nr. 1406.
Omdat de albums van Flip Flink maar matig werden verkocht, werden de verhalen vanaf het 8e verhaal De zwarte hand (1963) niet meer in albumvorm uitgegeven. Een Franstalige albumuitgave verscheen in 1976 bij uitgeverij Editions Michel Deligne met pagina's in zwart-wit. Een Nederlandstalige albumuitgave met pagina's in kleur verscheen pas in 1982 bij uitgeverij Dupuis.,

## Verhaal
Flip Flink is aan boord van een vliegtuig van de Eastern and European Airways tijdens een vlucht van Damascus naar Wenen. Ze vliegen boven Arakistan, een buitengewoon strenge dictatoriale politiestaat. Plotseling komt er zwarte rook uit de motor. In deze noodsituatie krijgt het vliegtuig toestemming om te landen op het vliegveld van Belek, de hoofdstad van Arakistan. De landing gelukt en het vuur wordt geblust. Flip Flink is de enige passagier die naar Wenen zou reizen. De overige passagiers hadden als bestemming een van de buurlanden van Arakistan. Het volgende vliegtuig naar West-Europa komt pas over vier dagen. Flip is nu genoodzaakt om te wachten in Belek. Hij krijgt een visum dat een week geldig is voor de hele zone van Belek. En hij krijgt een kamer aangeboden in het Continental Hotel, het enige hotel voor toeristen.
Als hij in de taxi stapt op weg naar het hotel gooit iemand een krant naar hem toe. Er zit een briefje in. Een onbekende wil met Flip afspreken om middernacht bij de Soldaubrug in een industriewijk. Flip besluit om er naar toe te gaan. Hij huurt een auto maar hij merkt al snel dat hij door een andere auto wordt gevolgd. Het lukt hem om de achtervolger op een dwaalspoor te zetten. Als hij bij de brug is ziet hij daar een man staan, maar direct rijden er twee vrachtauto's de brug op. Mannen stappen uit en schieten naar de man op de brug. Deze springt van de hoge brug af in het water. Flip gaat terug naar het hotel en naar bed. Als hij al een paar uur slaapt wordt hij ineens wakker gemaakt. Het is de man die in de rivier sprong, Kapitein Landry van de Franse geheime dienst. Landry is in Arakistan om een belangrijke formule van een professor in handen te krijgen. Hij is vastgelopen in zijn pogingen en vraagt nu aan Flip of hij de opdracht wil overnemen. Plotseling wordt er gebeld. Het is de staatspolitie. Landry vlucht het dak van het hotel op maar ze ontdekken hem en hij wordt neergeschoten en valt van het dak af.
De volgende avond gaat Flip weer in zijn huurauto op weg. Hij gaat op zoek naar het huis van de professor maar deze keer weet hij niet dat hij weer door de staatspolitie gevolgd wordt. Flip bereikt de villa van de professor. zijn dochter laat Flip binnen. De professor ligt op sterven. Hij overhandigt Flip een rozenkrans. Hierin zitten microfilms verborgen. Dan wordt er gebeld. Het is de Arakistaanse contra-spionagedienst. Snel verkleedt Flip zich als de verpleegster. In deze vermomming opent hij de voordeur en laat de mannen binnen. Flip wordt niet herkend en hij vlucht naar buiten terwijl de politie de villa doorzoekt. Hij vlucht in de huurauto maar weet niet dat iemand zich in de auto heeft verstopt op de achterbank. Met een snelheid van 130 km. per uur begeeft Flip zich in de richting van Belek. Dan voelt Flip een pistool in zijn nek, het is een medewerker van "De Spin" een misdadige organisatie die er op uit is om de formule van de professor in handen te krijgen. Flip rijdt met volle vaart van de weg af en een meertje in. Hij trapt de deur open en kan ontsnappen. Hij loopt de lange weg terug naar Belek. Daar is hij nog voor zonsopgang. Onopgemerkt via de brandtrap weet hij zijn hotelkamer te bereiken. Hij gaat direct naar bed. Maar nauwelijks is hij in slaap gevallen of er wordt aan zijn deur geklopt. Het is de veiligheidspolitie. Flip zet hen de kamer uit. Maar de volgende ochtend als hij in een taxi stapt wordt er een pistool op hem gericht. Het is een medewerker van "De Spin" die Flip meeneemt naar een oud vervallen kasteel waar de organisatie zich heeft gevestigd. Flip wordt ondervraagd. Intussen ziet hij zijn enige ontsnappingsmogelijkheid. Hij springt uit het raam en komt terecht op de huif van een vrachtauto. De contactsleutels zitten er in en Flip ontsnapt in de vrachtwagen. Hij wordt direct achtervolgd maar hij weet hen van zich af te schudden. Weer gaat hij terug naar zijn hotel. Er wordt geklopt en weer staat daar de politie. Flip wordt nu beschuldigd van handel in verdovende middelen. Het lukt hem om een van de agenten kortsluiting te laten veroorzaken waardoor de stroom uitvalt. In het donker vlucht Flip het dak op. Na halsbrekende toeren kan hij ontsnappen.
Hij vlucht naar een opgegeven adres, een Griekse handelaar. Meer dan een week houdt Flip zich daar schuil in de kelder. Dan is het moment gekomen om Flip in vermomming op het vliegveld te smokkelen. Dat lukt, en vermomd als steward verstopt hij zich in het vliegtuig dat naar Frankrijk zal gaan. Als het toestel over de grens is komt Flip tevoorschijn. Hij heeft de documenten van de professor in handen en geeft dit in Frankrijk over aan de veiligheidspolitie. Nu is Flip klaar voor nog een paar dagen vakantie.